# Travis Outlaw
Travis Marquez Outlaw (ur. 18 września 1984 w Starkville) – amerykański koszykarz, występujący na pozycji niskiego bądź silnego skrzydłowego, wybrany do NBA bezpośrednio po ukończeniu szkoły średniej. 
W 2003 wystąpił w meczu gwiazd amerykańskich szkół średnich - McDonald’s All-American.
Profesjonalną karierę koszykarską rozpoczął w 2003, kiedy to został wybrany z 23 numerem draftu 2003 przez Portland Trail Blazers. Po siedmiu latach gry w drużynie ze stanu Oregon został wymieniony do Los Angeles Clippers. Tam pozostał tylko rok i od sezonu 2010/11 był zawodnikiem New Jersey Nets, z którymi 8 lipca 2010 roku podpisał pięcioletni kontrakt opiewający się na kwotę 35 milionów dolarów.
6 sierpnia 2014 wraz z Quincym Acy został wytransferowany do New York Knicks w zamian za Wayne'a Ellingtona i Jeremy'ego Tylera, ale nie rozegrał w jego barwach żadnego spotkania.